# Cicindela decemnotata
Cicindela decemnotata är en skalbaggsart som beskrevs av Thomas Say 1817. Cicindela decemnotata ingår i släktet Cicindela och familjen jordlöpare. Inga underarter finns listade i Catalogue of Life.